# St. Antonius (Hau)

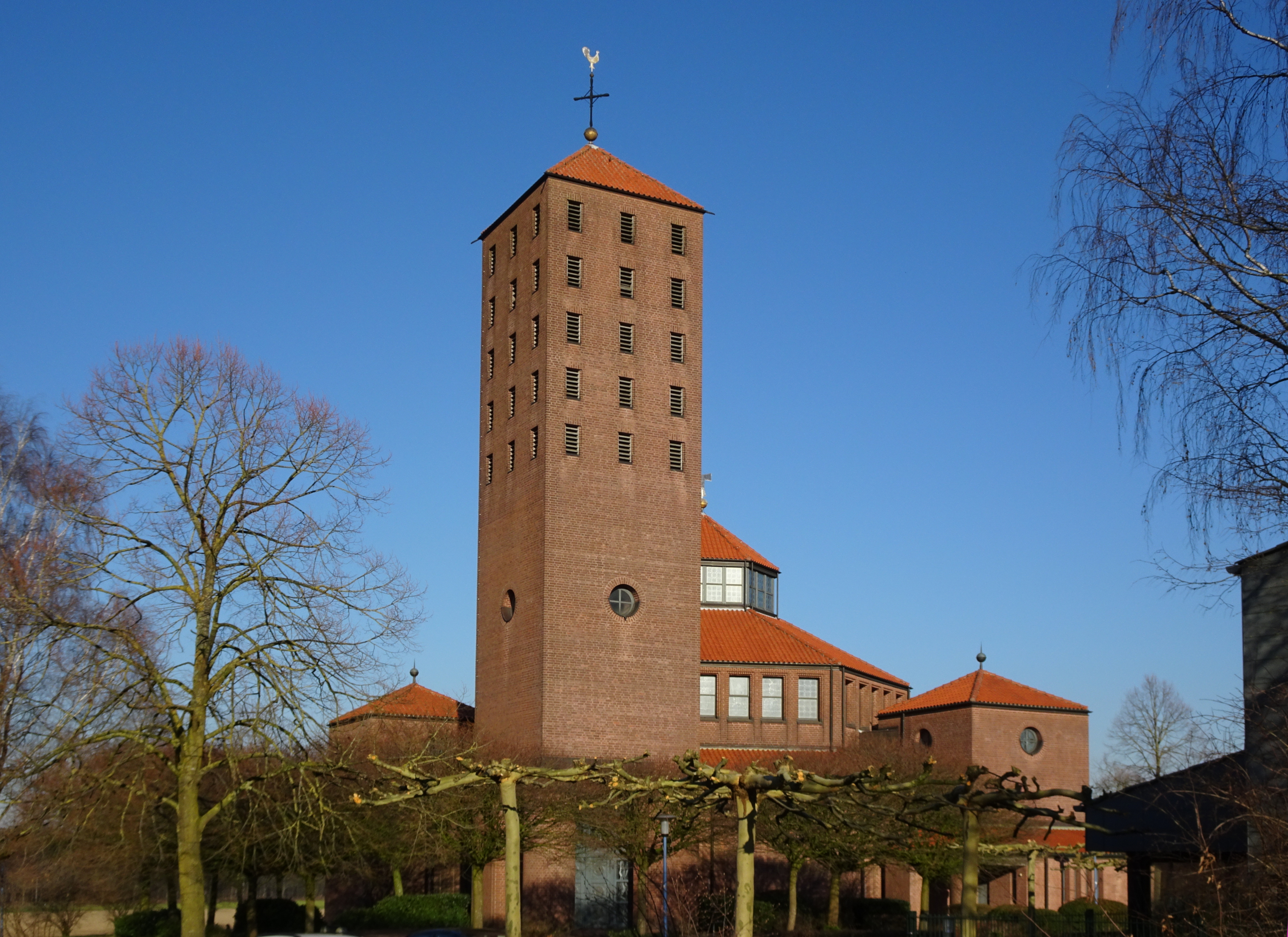
Neue Antoniuskirche Hau

Die katholische St.-Antonius-Kirche ist ein Kirchengebäude in Hau, einem Ortsteil von Bedburg-Hau im Kreis Kleve (Nordrhein-Westfalen).

## Geschichte
An der Stelle der St.-Antonius-Kirche stand bis 1986 eine Holzkirche als Übergangskirche. Sie war derart sanierungsbedürftig, dass sich die Gemeinde entschloss, an gleicher Stelle ein neues, steinernes Gotteshaus zu errichten. Im Jahre 1984 erteilte das Bistum Münster seine Zustimmung zum Bau der neuen Kirche. 
Nach Abbruch der Übergangskirche begann 1986 der Bau der heutigen Kirche nach einem Entwurf der Architekten Paul Eling und Dieter Georg Baumewerd. Der Grundstein ist ein Findling (Rapakivi-Granit), der bei den Erdarbeiten auf dem Grundstück gefunden wurde. Er entstammt der dritten Kaltzeit, der Riß- oder Saale-Kaltzeit. Der Grundstein befindet sich links neben dem Haupteingang bodengleich in der Außenwand. 
Eingeweiht wurde die Kirche am 25. Juni 1988. Sie ist dem Hl. Antonius geweiht und ist heute Filialkirche der Pfarrgemeinde Heiliger Johannes der Täufer Bedburg-Hau im Dekanat  Kleve des römisch-katholischen Bistums Münster.

## Beschreibung
Die Architektur ist geprägt von den in vielen Kulturen und im Christentum symbolischen Zahlen vier und sieben. Die weitgehend aus Backstein errichtete Kirche hat vier Türme, die sich um einen siebeneckigen Zentralbau gruppieren: Im Westen der hoch aufragende mit drei Glocken bestückte Glockenturm mit dem Haupteingang, und drei weitere, deutlich niedrigere: im Osten der Turm des Tabernakels, ausgerichtet auf die aufgehende Sonne; im Süden ein Turm für die Andachtskapelle, im Norden ein Turm für die Orgel. 
Orgel
Seit 2021 steht in der Antoniuskirche eine Orgel, die 2008 von der Orgelwerkstatt Weimbs aus Hellenthal in der Eifel für die 1975 eingeweihte evangelische Johanneskirche in Brühl gebaut worden war. Diese wurde im Januar 2021 entwidmet und benötigt eine Orgel daher nicht mehr. Das Instrument verfügt über 25 Register auf zwei Manualen und Pedal.